# Hôtel Fabri
L'hôtel Fabri est un monument historique situé à Martel dans le Lot (Région Occitanie).

## Historique
Une tradition locale veut qu'un riche bourgeois de Martel, Étienne Fabri, ait construit son hôtel à cet emplacement à la fin du XIIe siècle. Ce serait dans cette maison qu'il aurait accueilli Henri Court Mantel, le second fils d'Henri II et d'Aliénor d'Aquitaine, qui y est mort en juin 1183 après avoir pillé Rocamadour. Il n'y a aucun document venant confirmer cette tradition.
Il reste des vestiges d'une construction médiévale du XIIIe siècle ou du XIVe siècle sur les façades est et sud.
L'hôtel actuel est une riche demeure d'origine médiévale aménagée vers 1520-1550. Une tour d’escalier en vis sur la façade sur sa façade principale, place de la Halle, est à demi hors-œuvre et permet d'accéder aux cinq étages. Le rez-de-chaussée est réservé à des boutiques ou à des ateliers. Dans la partie supérieure de la tour on accède à une seconde vis, plus étroite, qui lui est accolée menant dans une petite pièce qui était chauffée par une cheminée bâtie au XVIIe siècle.
L'édifice a été inscrit au titre des monuments historiques le 26 novembre 1990.